# 大峰岳
大峰岳（おおみねだけ）とは、青森県深浦町の山である。白神山地の中にあり、大峰岳から東側一帯は世界遺産の緩衝地帯になっている。

## 概要
大峰岳は白神岳の十二湖コース登山道の途中にある。西には三角点がある小峰岳(1001.1m)がある。
通常は小峰岳へ向かう稜線の端(1020m)に大峰岳の山頂が設定されていて、ここに山頂表示もある。白神岳登山口の白神岳案内板や地元で配布しているパンフレットもこの位置と標高に山頂が示されている。
しかし『白神岳』西口正司(1988年)や1960年代の「能代山の会」の白神岳概念図、『白神山地修験の源流行』北川山人(1996年)などでは、この地点よりも250mほど北の地点(1011m)を大峰岳としている。また各社の電子地形図もこの地点を山頂としている。ここは何の表示もないちょっとしたピークとなっている。
『白神岳』(西口正司)では「大峰岳の山頂は三角点がないので、確認できていないまま長い稜線の道を進むと、やがて小峰岳に向かう稜線に達し、90度向きを変えて少し進んだ所から向白神の山並みが絶景となって展望される。どれが向白神か見当がつかない。ここから大峰の下りとなり、大きな下りは高度差約100mである」としている。
大峰岳の南はロープつきの急坂になっており、北は上記のように長い稜線になっている。
江戸時代、菅江真澄は1796年(寛政8年)7月西津軽郡深浦から出羽との国境である大間越まで来たとき、「浜つたひ　小岑大嶺雲ふかく　いざしらかみの嶺ぞ見やらぬ」と『外浜奇勝』で詠んでいる。

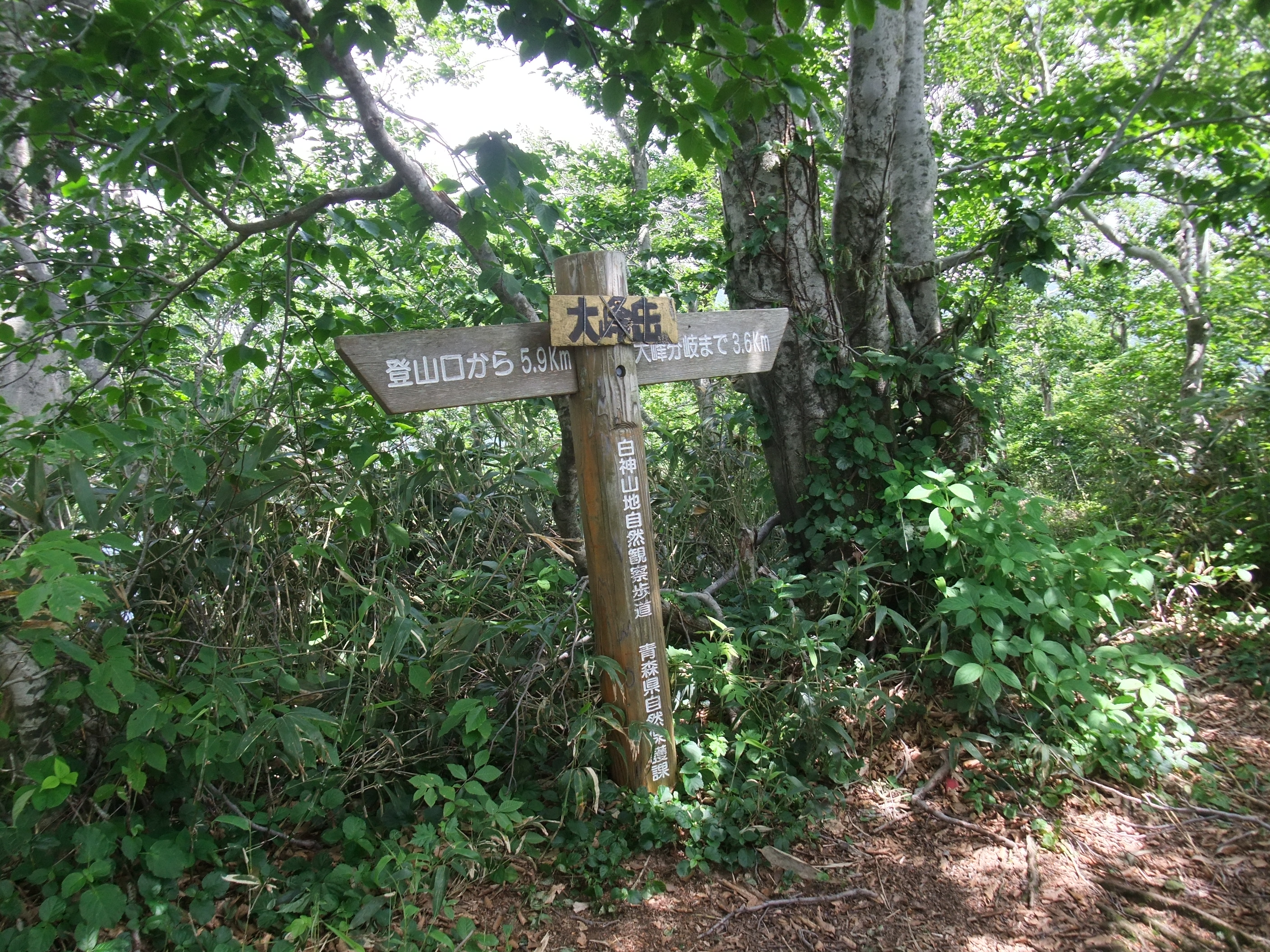
大峰岳山頂